# Rádio Mania
Rádio Mania é uma rede de rádio brasileira sediada no Rio de Janeiro, município do estado homônimo. Foi fundada em 20 de janeiro de 2000 pelo Grupo Universo, de propriedade de Wellington Salgado de Oliveira, tendo ficado sem transmissão entre 2003 e 2008, quando retornou suas atividades. É caracterizada por focar no estilo popular, com programas que executam canções de samba, pagode, axé music, sertanejo universitário, hip hop e funk carioca.

## História
A Rádio Mania estreou, no Rio de Janeiro, em 20 de janeiro de 2000 – dia de São Sebastião, padroeiro do Rio de Janeiro –, na frequência FM 95.7 MHz, com programação popular jovem. Ficou no Rio de Janeiro até 2002/2003, quando voltou suas atividades para uma rede do interior, estabelecendo-se na Região dos Lagos (90.9 MHz, depois foi para 91.5).
No dia 11 de dezembro de 2008, em decisão estratégica, a Rádio Mania entrou no ar em formato de satélite de rede, substituindo a Rede Venenosa, pertencente ao mesmo grupo Salgado de Oliveira que possuía programação voltada ao rock. Além da Região dos Lagos, onde já tinha presença forte, a rádio passou a transmitir sua programação para Volta Redonda, Paraty, Angra dos Reis, Uberlândia, Juiz de Fora e Goiânia.
Como a Mania herdou audiência de Goiânia e Uberlândia – essa última agora pertencendo à rede Bons Ventos, do mesmo grupo –, a programação da nova rádio abriu espaço para a música sertaneja. A Mania crescia – mantendo o conceito de rádio popular jovem – e se preparava para retornar ao Rio de Janeiro. Em 2016, a Rádio Mania voltou a transmitir para a cidade do Rio de Janeiro, encerrando a segunda passagem da Rádio Cidade.
Por conta da crise financeira da empresa e de atrasos no arrendamento da 102.9 MHz ao Sistema Rio de Janeiro de Rádio, a Rádio Mania deixa a frequência em fevereiro de 2018 e passa a operar em 91.1 MHz, pertencente ao Grupo Bandeirantes de Comunicação. Apesar da troca, o atraso no pagamento do arrendamento continuou, bem como os relatos de demissões de funcionários e atraso no pagamento de salários e benefícios do quadro funcional. Apesar dos problemas administrativos, a rádio fez investimentos na reforma de seus estúdios em Niterói e adquiriu a antiga Rádio Canção Nova de Campos dos Goytacazes, que migrou do AM para a frequência FM 106.5 MHz.
Em 12 de março de 2021, a Rádio Mania deixou a 91.1 MHz após o Grupo Bandeirantes fechar acordo com a Mood FM para retorno de suas operações no dial FM.